# Peepshows (EP)
Peepshows är en EP av det svenska garagerockbandet The Peepshows, utgiven 2003 på LP av det tyska skivbolaget Stereodrive! Records.

## Låtlista

### A-sidan
1. "Stand Up"
2. "I Know That Taste"
3. "Murder City Nights"
4. "Still So Pale"

### B-sidan
1. "Higher Heights"
2. "Shake Some Action"
3. "Watch It Fall"
4. "Three Days"

### Fotnoter
1. ↑  ”Peepshows”. Discogs.com. http://www.discogs.com/Peepshows-Peepshows/release/2285801. Läst 14 april 2012.